# ヘンリー・キング＝テニソン (第8代キングストン伯爵)
第8代キングストン伯爵ヘンリー・アーネスト・ニューコメン・キング＝テニソン（Henry Ernest Newcomen King-Tenison, 8th Earl of Kingston、1848年7月31日 – 1896年1月13日）、出生名ヘンリー・アーネスト・ニューコメン・キングは、アイルランド貴族。政治家としては保守党に属し、アイルランド貴族代表議員、ロスコモン統監を務めた。切手収集を趣味とし、1892年から1896年までロンドン郵趣協会会長を務めた。

## 生涯
8代伯爵は公式には第6代キングストン伯爵ロバート・キングと妻アンの息子として、1848年7月31日に生まれ、ラグビー校で教育を受けた。しかしアンは1846年よりフランス貴族のサン・ジャン子爵エルネスト・ヴァロンタン・ド・サジェ（Vicomte Ernest Valentin de Satgé St. Jean）と不倫関係を持っており、6代伯爵はヘンリーを自身の息子と認めずに勘当した。ただし、6代伯爵は離婚裁判で自身の不倫を証明されて敗訴したうえ、その死後の1870年にダブリンの遺言検認裁判所ではヘンリーが嫡子でない証明ができず、嫡子であると認定された。そして、1871年6月21日に6代伯爵の嫡子でヘンリーの兄にあたる7代伯爵ロバート・エドワード・キングが死去すると、ヘンリーはキングストン伯爵位を継承したが、父の遺言状によりコーク県の領地などの遺産を相続できなかった。
1872年1月23日、フランシス・マーガレット・クリスティーナ・キング＝テニソン（Frances Margaret Christina King-Tenison、1845年7月9日 – 1907年10月18日、エドワード・キング＝テニソンの次女）と結婚、3男1女をもうけたが、うち2男が夭折した。
- エドワード（1873年6月9日 – 1873年6月21日[1]）
- ヘンリー・エドウィン（1874年9月19日 – 1946年1月11日[5]） - 第9代キングストン伯爵[1]
- エドマンド（1876年4月7日 – 1876年4月7日[4]）
- イーディス・シャーロット・ハリエット（1878年10月7日 – 1958年4月20日） - 1907年9月11日、ジョージ・アイヴァー・プア・パワー・オシー（George Ivor Poer Power O'Shee、1939年2月27日没、ニコラス・リチャード・パワー・オシーの息子）と結婚、子供あり[6]

のちに妻の姉が死去し、妻が義父の遺産相続人になった。1883年3月10日、女王の認可状を受けて「テニソン」を姓に加えた。同年時点でロスコモン県に17,726エーカー、スライゴ県に1,783エーカー、リートリム県に1,554エーカー、ダブリン県に196エーカー、ウェストミーズ県に48エーカーの領地を所有し合計で年収9,064ポンドに相当した。
1887年10月24日にアイルランド貴族代表議員に選出され、1917年に死去するまで務めた。貴族院では保守党に属した。1888年7月25日にロスコモン統監に任命され、1896年に死去するまで務めた。
切手収集を趣味とし、1892年5月20日にロンドン郵趣協会会長に選出され、1896年に死去するまで務めた。
1896年1月13日にエジプト副王領カイロで死去、長男が夭折したため次男ヘンリー・エドウィンが爵位を継承した。